# Night of the Living Dead: Origins 3D
Night of the Living Dead: Origins 3D es una película de terror de animación 3D de 2015 dirigida por Zebediah De Soto y producida por Simon West. En producción desde el año 2009, el proyecto es una re-narración animada de la original La noche de los muertos vivientes (1968) y se encuentra ambientada en un entorno contemporáneo.

## Argumento
Una re-narración animada de la película original la Noche de los muertos vivientes. Situada en la ciudad moderna contemporánea de Nueva York en lugar de la Pensilvania rural de 1960. Se centra en un grupo de desesperados sobrevivientes que luchan por permanecer vivos atrincherándose en un edificio de apartamentos abandonado. Confinados, aislados del mundo, y bajo un constante ataque de las hordas de muertos vivientes acercándose a ellos, los seis personajes principales luchan por sobrevivir mientras confrontan su propio sentido de la compasión y humanidad.

## Reparto
- Danielle Harris como Barbara.
- Tony Todd como Ben.[3]
- Tom Sizemore como Chief McClellan.
- Sydney Tamiia Poitier como Alisha.
- Alona Tal como Helen Cooper.
- Bill Moseley como Johnny.[4]
- Sarah Habel como Judy.
- Madhavan como un ex infante de marina.[5]
- Jesse Corti como reportero.
- Joe Pilato como Harry Cooper.[6]
- Anastasia Roark como Susan Donaldson.
- Cornell Womack como Hunter Deets.[7]
- Erin Braswell como Judy[8]
- Mike Diskint como Tom.